# Doll Face

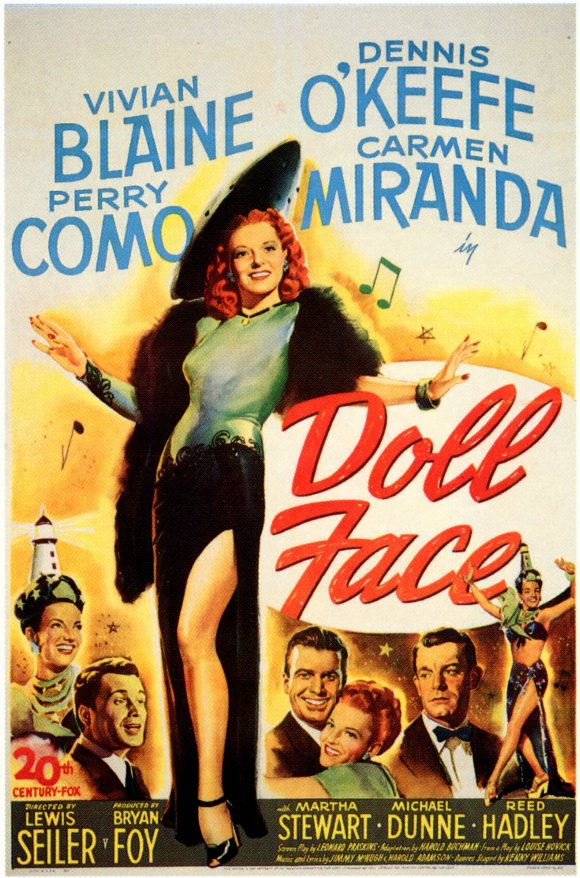
Affiche du film.

Doll Face est un film américain de genre comédie musicale réalisé par Lewis Seiler et sorti en 1945.

## Synopsis
"Doll Face" Carroll est une artiste qui cherche à élargir son répertoire. Après une audition ratée, où elle est reconnue comme une interprète burlesque du Gaiety Theatre, son manager et fiancé Mike Hannegan lui suggère d'écrire son autobiographie, pour projeter une meilleure image, et il engage Frederick Manly Gerard comme nègre. Doll Face accepte, à condition qu'elle soit autorisée à dédier le livre à Mike avec "Pour l'amour de Mike".

## Fiche technique
- Réalisation : Lewis Seiler
- Scénario : Leonard Praskins, Harold Buchman d'après The Naked Genius de Gypsy Rose Lee
- Producteur : Bryan Foy
- Photographie : Joseph LaShelle
- Montage : Norman Colbert
- Genre : Comédie musicale[1]
- Distributeur : 20th Century Fox
- Durée : 80 minutes
- Date de sortie : 
  - États-Unis : 31 décembre 1945

## Distribution

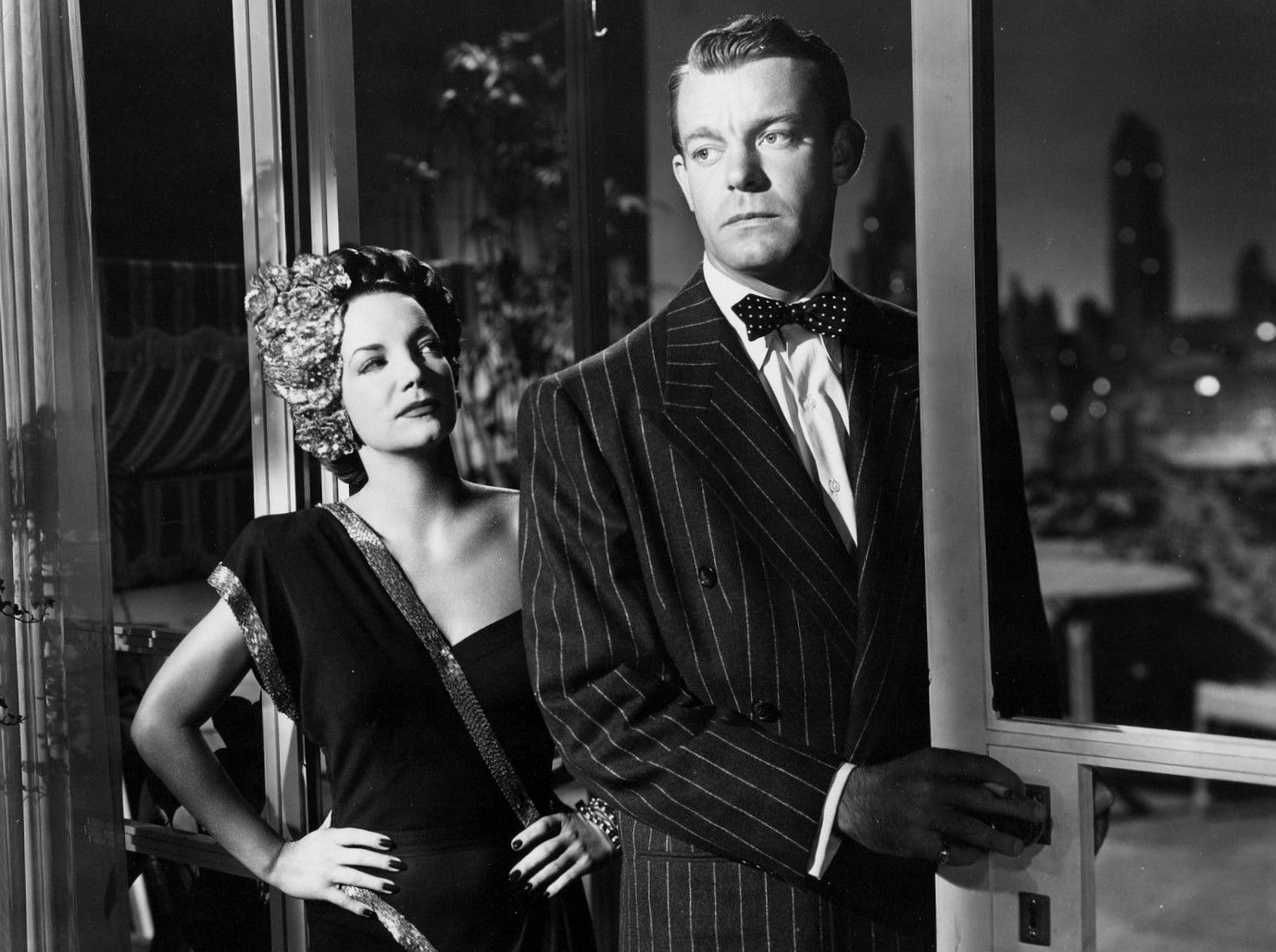
Carmen Miranda et Dennis O'Keefe dans une scène du film.

- Vivian Blaine : Mary Elizabeth (Maybeth) "Doll Face" Carroll
- Dennis O'Keefe : Michael Francis "Mike" Hannegan
- Perry Como : Nicky Ricci
- Carmen Miranda : Chita Chula
- Martha Stewart : Frankie Porter
- Stephen Dunne : Frederick Manly Gerard
- Reed Hadley : Flo Hartman
- Stanley Prager : Flo's aide
- Charles Tannen : Flo's aide
- George E. Stone : stage manager
- Frank Orth : Peters
- Donald MacBride : Ferguson
- Lex Barker : passenger (non crédité)

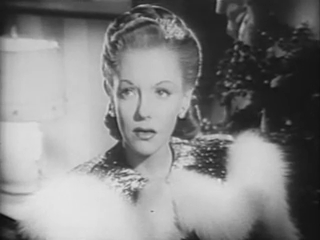
Vivian Blaine "Doll Face" Carroll
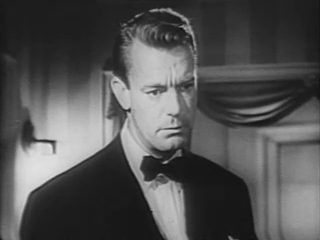
Dennis O'Keefe Mike Hannegan
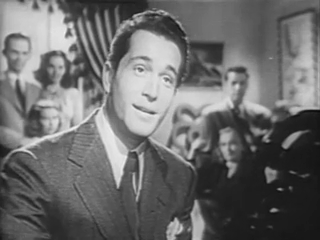
Perry Como Nicky Ricci
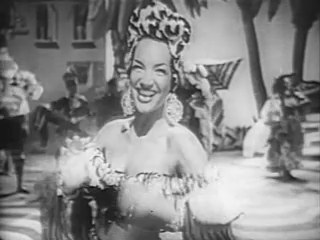
Carmen Miranda Chita Chula
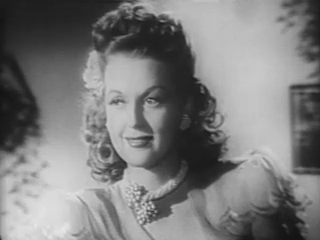
Martha Stewart Frankie Porter
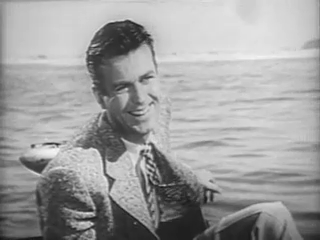
Stephen Dunne Frederick Manly Gerard